# Bennewitz (Adelsgeschlecht)

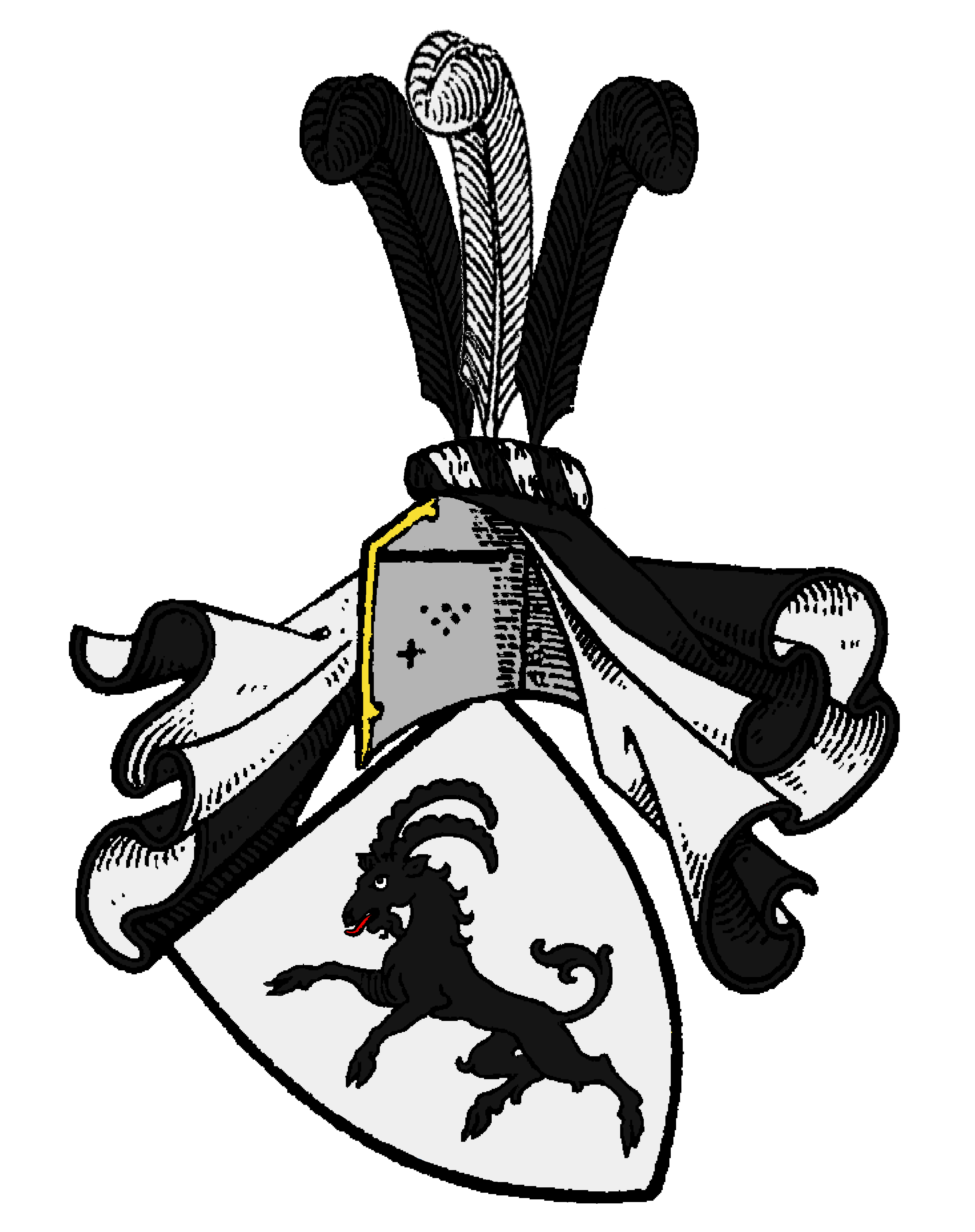
Wappen derer von Bennewitz

Bennewitz, auch Benewitz, Beynewitz ist der Name eines alten Adelsgeschlechts, das erstmals Ende des 13. Jahrhunderts im gleichnamigen Dorf Bennewitz bei Torgau erscheint, und seit dem 14. Jahrhundert in den Herrschaften Beeskow und Storkow und in der Niederlausitz als Vasallen der Strele und/oder Bieberstein auftrat. Es ist spätestens Anfang des 18. Jahrhunderts erloschen. Ein anderer Zweig der Familie lässt sich in der Oberlausitz nachweisen.

## Geschichte

### Herkunft und Abgrenzung
Die von Bennewitz stammten entweder aus Bennewitz bei Torgau oder aus Bennewitz im Landkreis Leipzig in Sachsen. Die Familie ist 1289 erstmals urkundlich belegt, als ein Otto von Beynewitz Zeuge ist bei einer Schenkung von zwölf Hufen Land im Dorf Blumberg seitens Markgraf Diezmanns an das Kloster Mühlberg. Nach Leopold von Ledebur soll die Familie noch 1445 im Dorf Bennewitz bei Torgau gesessen sein. Mit einem Otto von Beynewicz ist das Geschlecht 1388 im Raum Beeskow/Storkow erstmals urkundlich belegt.
Die niederlausitzische Familie von Bennewitz darf nicht mit der 1541 nobilitierten Familie von Bennewitz in Sachsen verwechselt werden. Diese hat ein anderes Wappen, ein von einem Kranze umgebener doppelköpfiger Adler. Nach George Adalbert von Mülverstedt soll es im 14. Jahrhundert noch eine weitere Familie von Bennewitz im Mansfeldischen gegeben haben, die mit dieser Familie ebenfalls nicht verwandt war.

### Besitznachweise (unvollständig)
Um 1400 war Hans Bennewitz Ratsherr in Breslau. Ob er dem Adel angehörte (und dieser Adelsfamilie) ist nicht bekannt. 1414 kaufte er das Dorf Mahlen bei Trebnitz, das Heinz Bennewitz, vielleicht sein Sohn, 1448 wieder verkaufte.
1410 nahm Nickel von Bennewitz als Söldnerführer des Deutschen Ordens in der Rotte des Jon von Köckritz u. a. mit zwei Spießen und einem Schützen an der Schlacht bei Tannenberg teil. Nach erhaltenem Sold verließ er Ostpreußen wieder. 1412 war ein Jan Benewitz Schöffe in Beeskow.
1418 besaß Hentze/Heyntz Beynewitz das Dorf Oegeln (heute ein Ortsteil der Stadt Beeskow) und den dortigen Rittersitz. 1481 war dieser Besitz an die von Hake gegangen. 1421 saß ein Hannus Bewnencz (wahrscheinlich Bennewitz) auf Köthen. 
1451 gehörten Hans und Nigkel Beynewicz zu den Mannen des Weichbildes von Beeskow. Sie hatten 1475 ihren Rittersitz in Kummerow. Das Dorf Kummerow (heute ein Ortsteil der niederlausitzischen Stadt Friedland), gehörte der Familie Bennewitz bis 1574, als es an die von Zabeltitz überging. Nickel wird in einer weiteren Urkunde von 1477 genannt. 1484 wird er im Leipziger Ratsbuch erwähnt.
1452 verschrieb der brandenburgische Kurfürst Friedrich II. Elsen, der Frau des Georg von Waldenfels die zwei Dörfer Rinow und Herbersdorf im Ländchen Bärwalde (heute Gemeinde Niederer Fläming, Landkreis Teltow-Fläming) als Leibgedinge. Elsen war die Schwester des Nickel von Bennewitz.
Bis 1463 gehörte den Bennewitz ein Teil des Dorfes Saarow, gelegen auf einer Halbinsel im Scharmützelsee (heute ein Wohnplatz von Bad Saarow). Der andere Teil des Dorfes soll den Biebersteins gehört haben. Nach einem Lehnsbrief des Wenczlaw von Bieberstein vom 17. Juni 1463 ging das Dorf, dabei der Benewitzsche Dorfteil von Vater und Hensch Benewitz, an die von Löschebrand, die Saarow bis zu ihrem Aussterben 1860 in Besitz hielten.
1518 hatten die Bennewitz die Abgaben von drei Bauern in Bahrensdorf. Diesen Anteil konnten sie bis 1575 auf die Abgaben von sechs Bauern erweitern. Dieser Anteil an Bahrensdorf kam 1576 an die Familie von Steinkeller. 1582 konnten sie in Bahrensdorf erneut einen Besitzanteil erwerben, das Lehngut Bahrensdorf mit zwei Hufen, den sie bis nach 1621 behaupten konnten. Dieses Lehngut war im Besitz der Bennewitz auf Groß Beuchow (heute Ortsteil der Stadt Lübbenau/Spreewald). 1625 erscheint dieser Anteil im Besitz der Familie von Köckritz. Das Dorf Hartensdorf gehörte schon vor 1556 der Familie von Hobeck; als Vorbesitzer wird die Familie von Bennewitz genannt.
1521 saß ein Erasmus Bennewitz auf dem Kietz in Beeskow.
Vor 1553 gehörte ihnen ein Freihaus in Beeskow, das in diesem Jahr in den Besitz derer von Kracht überging.
1556 besaßen die von Bennewitz in Bugk (heute ein Ortsteil der Stadt Storkow) zwei Bauern bzw. waren berechtigt, deren Abgaben einzuziehen. Dieser Anteil fiel später an das Amt Storkow. 
1592 verkaufte Albrecht Kindler von Zackenstein dreieinhalb Hufen und einen Garten mit sechs Scheffel Korn und Hafer Fruchtzins aus dem Krug in Groß Beuchow an Wenzel von Bennewitz, der am 15. Dezember 1592 einen Lehenbrief darüber erhielt. Er hatte davor schon andere Anteile im Dorf erworben. 1577 und 1581/84 wird bereits ein Hans von Bennewitz zu Groß Beuchow urkundlich genannt. Allerdings ist nicht bekannt, welche Anteile am Dorf er hatte. 1584 lieh er dem Arnt von Röbel auf Leipchel 200 Gulden. Wenzel von Bennewitz war mit Ammely von Wolfersdorf verheiratet. 1620 gehörte dieser Anteil Hanns Wolf von Drandorf. Mülverstedt führt noch die Brüder Wenzel, George, Bernd und Siegmund Ulrich an, die angeblich noch 1632 auf Groß Beuchow saßen. 1644 sind zwei Söhne eines Michael von Bennewitz bekannt. 1694 diente ein George Wilhelm von Bennewitz im Dohnaschen Regiment.
In des „Bartthuß von müllen seine außführung von Vatter Und mutter anno 1666“ zählte dieser auf: „3. Meineß Vattern Vatter mutter eine panwitzen auß dem Hauße Cathlo im Kotwiczschen gelegen 4. derselbigen Mutter ein benwiczen auß dem Hauße Salie (?) in Niederlaußicz in Liebischen“.
Der angebliche Besitz der Familie in Vehlefanz und Groß Ziethen konnte anhand des Historischen Ortslexikons nicht verifiziert werden; dort ist nur Besitz einer Familie von Bernewitz nachgewiesen. Es ist völlig unklar, ob das verschrieben für Bennewitz ist oder eine völlig andere Familie. In Bornsdorf bei Luckau hatten die Bennewitz entgegen Ledebur keinen Besitz. Es handelt sich um eine Verwechselung mit Bahrensdorf, das im 16. Jahrhundert auch Bornsdorf genannt wurde.
Einen Besitznachweis in einem Neuendorf 1612 konnte bisher noch nicht genauer bestimmt werden, ebenso Baudach (Kreis Crossen). Auch die von Ledebur angegebenen Besitznachweise in Collm (wahrscheinlich Weißkollm), Lohsa und Oelsa (wahrscheinlich Oelsa bei Löbau) in der Oberlausitz konnten bisher nicht durch (andere) Quellen belegt werden.

## Wappen
Schild: ein springender schwarzer Steinbock auf weißem Grund; Helm: drei Straußenfedern, schwarz, weiß und schwarz; Decken: schwarz und weiß
Als Variation tritt auch ein wachsender Steinbock auf dem Helm auf.

## Belege